# Xiong Ni
Xiong Ni (chinesisch 熊倪, Pinyin Xióng Ní; * 24. Januar 1974 in Changsha, Hunan) ist ein ehemaliger chinesischer Wasserspringer.
Bereits mit acht Jahren wurde er 1982 für die Auswahl der Provinz Hunan nominiert. Bereits vier Jahre später 1986 wurde er für die nationale Trainingsgruppe ausgewählt. Im gleichen Jahr gewann er vom 1-Meter-, 3-Meter- und vom 5-Meter-Brett die Chinesische Meisterschaft und wurde zudem in der Gesamtwertung Erster. Zwei Jahre später gehörte er bei den Olympischen Sommerspielen 1988 in Seoul mit nur 14 Jahren zum Aufgebot der Chinesen. Überraschend konnte er im Turmspringen die Silbermedaille gewinnen. Bei den Weltmeisterschaften 1991 in Perth gewann er beim Kunstspringen vom 3-Meter-Brett ebenfalls die Silbermedaille. Ein Jahr später konnte er bei den Olympischen Sommerspielen 1992 in Barcelona die Bronzemedaille im Turmspringen gewinnen. Kurze Zeit später begann er, sich auf das Kunstspringen vom 3-Meter-Brett zu spezialisieren. Erstmals konnte er in dieser Disziplin bei den Olympischen Sommerspielen 1996 in Atlanta die Goldmedaille gewinnen. 1997 verkündete Xiong Ni erstmals, vom aktiven Sport zurücktreten zu wollen, kam jedoch nur ein Jahr später zum aktiven Sport zurück. Drei Jahre später bei den Olympischen Sommerspielen 2000 in Sydney gewann er erneut die Goldmedaille im Kunstspringen vom 3-Meter-Brett und konnte zudem die Goldmedaille im Synchronspringen vom 3-Meter-Brett gewinnen. 2001 trat er dann endgültig vom aktiven Sport zurück.
1989 wurde er durch das Swimming World Magazine zum besten Wasserspringer der Welt gewählt. 2006 wurde er in die International Swimming Hall of Fame aufgenommen.